# Mariusz Łoś
Mariusz Łoś (ur. 20 maja 1982) – polski zapaśnik startujący w kategorii do 55 kg w stylu klasycznym, wielokrotny mistrz Polski, reprezentant klubu Agros Zamość.
Największym jego dotychczasowym osiągnięciem jest wicemistrzostwo Europy w zapasach w Wilnie (2009).